# Phare de Kálfshamars
Le phare de Kálfshamars (en islandais : Kálfshamarsviti ) est un phare situé dans la région de Norðurland vestra, à 25 km au nord de Skagaströnd. Il marque l'entrée orientale de la baie de Húnaflói. 